# 第一屆立法院

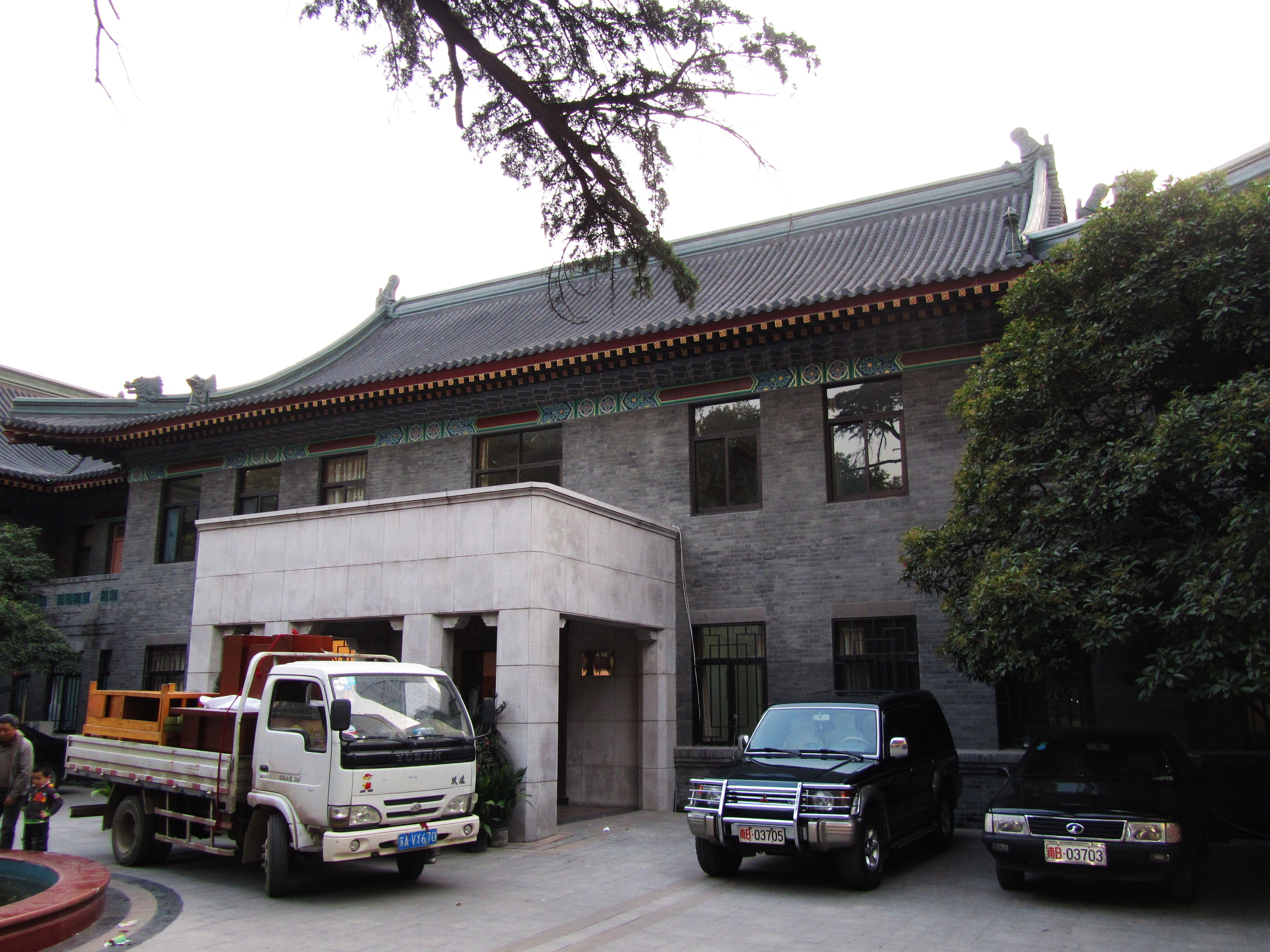
立法院位於大陸時期首都南京的院址

第1屆立法院是中華民國行憲後的首屆立法院，由全國50個省市及地方選出。該屆立法委員任期原應自1948年5月起至1951年5月止，但因國共內戰中華民國政府失去對的大陸控制，進而導致無法進行改選。政府遷台初期該屆立法委員在無法源依據的情形下繼續行使職權，經釋字第31號解釋事後追認，嗣又依《動員戡亂時期自由地區中央公職人員增選補選辦法》舉行了6次增額補選，直到1991年修憲後，才終於在1993年正式解散，故又被謔稱為“萬年國會”。第1屆立法院任期長達近半世紀，經歷90個正常會期及2次的臨時會，共有10任的立法院院長。

## 沿革

### 成立
- 1948年中華民國立法委員選舉，選出第一屆委員[1]，委員們於5月8日自行集會於南京市國民大會堂，並選舉孫科與陳立夫為立法院院長、立法院副院長。中國共產黨拒絕參與選舉，政黨僅有中國國民黨、中國民主社會黨、中國青年黨獲得席次。
- 1948年，第一會期、第二會期，於南京國民大會堂召開。修正《立法院組織法》，將常設委員會增加為21個。[2]
- 1949年，第三會期、第四會期，於南京、廣州召開。[1][2]部分委員對離寧至穗召開持不同意見。[3]:825月，龍文治赴廣州報到，被暗殺於廣州。
- 1950年，立法院隨國府遷臺，立委陸續抵達臺北，達到法定人數，第五會期、第六會期於臺灣臺北中山堂召開。修正《立法院組織法》，將常設委員會整併為12個。[1][2]
- 1950年12月，由蔣中正政府主導、陳誠內閣建議總統諮商立法院，由第一屆立委繼續行使立法權。[4]隔年2月，第七會期於臺北召開。
- 1951年7月，召開第一次臨時會。9月24日，中國國民黨成立立法委員黨部。[5]:27
- 1952年4月，陳誠內閣再度建議總統諮商立法院，由第一屆立委繼續行使立法權。[4]7月召開第二次臨時會。隔年2月，第九會期於臺北召開。
- 1953年4月，陳誠內閣三度建議總統諮商立法院，由第一屆立委繼續行使立法權。[4]9月，蔣中正批准第一屆國民大會代表續行職權[6]:大事年表VIII，12月，立院通過修改國大開議法定人數，減為三分之一。[7]:1內政部長黃季陸於立院表示，修訂國大開議人數對總統副總統選舉無影響。[8]:1隔年2月，第十一會期於臺北召開。
- 1954年，陳誠內閣函請司法院解釋立委任期。[4]司法院作出釋字第31號解釋，[4]立法院得以成為長期不改選的萬年國會。[9][10]2月，第十三會期於臺北召開。
- 1957年，行政院提撥臺北市中山南路1號房產為立法院新址。
- 1960年，立法院遷入臺北市中山南路1號房舍。[11]
- 1962年，新建立法院議場竣工啟用。
- 1969年，依該年3月修訂之臨時條款第5條及動員戡亂時期自由地區中央公職人員增選補選辦法，從臺北市及臺灣省增選11席委員。國民黨獲8席，無黨3席。

### 在臺增選
- 1972年，依該年3月修訂之臨時條款第6條及動員戡亂時期自由地區增加中央民意代表名額選舉辦法，由總統遴選及中華民國自由地區選出共51席增額委員。此後增額立委每三年改選。[11]
- 1975年中華民國立法委員選舉，依臨時條款選出第二次增額委員52位。[11]
- 1978年12月原訂進行第三次增額立委選舉，選前遭到蔣經國總統依動員戡亂時期臨時條款第一項，下令延期舉行。因短期內無法開放選舉，黨外人士由議會路線轉向群眾路線，隔年於高雄發生美麗島事件。
- 1980年中華民國立法委員選舉，依臨時條款選出第三次增額委員97位。[11]國民黨獲79席，黨外聯誼會7席。
- 1983年中華民國立法委員選舉，依臨時條款選出第四次增額委員98位。[11]國民黨獲83席，黨外聯誼會5席。
- 1983年，群賢樓竣工啟用。
- 1986年中華民國立法委員選舉，依臨時條款選出第五次增額委員100位。[11]國民黨獲79席，民進黨第一次參選，獲12席。
- 第七十九會期，1987年2月2日，民進黨籍委員組成民主進步黨立法院黨團。
- 1988年3月，院會首度流會。4月，院會審議中央政府總預算，朱高正攀上主席臺，對劉闊才揮拳。[12]中國國民黨籍增額委員組成集思早餐會。
- 1989年，由李登輝政府主導、俞國華內閣提案的第一屆資深中央民意代表自願退職條例三讀通過。立法院成立立法諮詢中心。
- 1989年，依臨時條款進行第六次增額選舉，民主進步黨獲21席。第八十五會期起，在野黨首度跨過15席連署提案門檻。
- 1990年，中國國民黨籍增額委員組成新國民黨連線。同年，立法院向中華救助總會洽借大樓作為青島會館，後被稱為青島一館。[13]

### 全面改選
- 1991年5月，動員戡亂時期終止。
- 1991年底，1948年及1969年選出的第1屆資深立法委員全數退職。此被視為李登輝推動寧靜革命的一部分。
- 1992年，院會通過「立法院政黨黨團辦公室設置辦法」[14]，此時黨團尚無法律地位。[15]:124通過修訂立法院組織法。國民黨立委黨部改組為國民黨立院黨團。
- 1992年8月，國會觀察基金會成立。
- 1992年12月，依中華民國憲法增修條文第4條及公職人員選舉罷免法，於中華民國自由地區舉行第二屆立法委員選舉，選出161席新委員。
- 1993年1月，通過修訂立法院組織法，將12個常設委員會整併為10個，同年10月公布施行。

## 立法委員
| 會期   | 年份       | 立法委員選出年份              | 立法委員選出年份 | 立法委員選出年份 | 集會地點                  | 集會地點              |
| ------ | ---------- | ----------------------------- | ---------------- | ---------------- | ------------------------- | --------------------- |
| 1－2   | 1948       | 1948年 （法定任期）           |                  |                  | 國民大會堂                | 南京市                |
| 3      | 1949       | 1948年 （法定任期）           |                  |                  | 國民大會堂                | 南京市                |
| 4      | 1949       | 1948年 （法定任期）           | 市政府禮堂       | 廣州市           |                           |                       |
| 5－6   | 1950       | 1948年 （法定任期）           | 中山堂           | 臺北市           |                           |                       |
| 7－24  | 1951－1959 | 1948年 （延長任期、萬年國會） | 中山堂           | 臺北市           |                           |                       |
| 25－44 | 1960－1969 | 1948年 （延長任期、萬年國會） | 現址             | 臺北市           |                           |                       |
| 45－50 | 1970－1972 | 1948年 （延長任期、萬年國會） | 現址             | 臺北市           | 1969年 （增選、萬年國會） |                       |
| 51－56 | 1973－1975 | 1948年 （延長任期、萬年國會） | 現址             | 臺北市           | 1969年 （增選、萬年國會） | 1972年 （第一次增額） |
| 57－66 | 1976－1980 | 1948年 （延長任期、萬年國會） | 現址             | 臺北市           | 1969年 （增選、萬年國會） | 1975年 （第二次增額） |
| 67－72 | 1981－1983 | 1948年 （延長任期、萬年國會） | 現址             | 臺北市           | 1969年 （增選、萬年國會） | 1980年 （第三次增額） |
| 73－78 | 1984－1986 | 1948年 （延長任期、萬年國會） | 現址             | 臺北市           | 1969年 （增選、萬年國會） | 1983年 （第四次增額） |
| 79－84 | 1987－1989 | 1948年 （延長任期、萬年國會） | 現址             | 臺北市           | 1969年 （增選、萬年國會） | 1986年 （第五次增額） |
| 85－88 | 1990－1991 | 1948年 （延長任期、萬年國會） | 現址             | 臺北市           | 1969年 （增選、萬年國會） | 1989年 （第六次增額） |
| 89－90 | 1992       |                               | 現址             | 臺北市           |                           | 1989年 （第六次增額） |

## 外部連結
- 立法院智庫知識平台 （页面存档备份，存于）